# Kardos Sándor
Kardos Sándor (Budapest, 1944. június 4. –) a Nemzet Művésze címmel kitüntetett Kossuth- és Balázs Béla-díjas magyar operatőr, rendező, fotográfus. A Magyar Operatőrök Társaságának vezetőségi tagja.

## Életpályája
Szülei: Kardos Gyula és Bíró Ilona voltak. 1963-1964 között az Egyetemi Nyomda segédmunkása volt. Az Eötvös Loránd Tudományegyetem magyar-népművelés szakán végzett 1969-ben. 1973-ban a Színház- és Filmművészeti Főiskolán operatőrként diplomázott.
A MAFILM-nél volt segédoperatőr 1972-1979 között. 1979-től operatőr, majd a Magyar Televízió operatőre és rendezője volt.
Több mint 30 játékfilmet, s több mint száz tévéfilmet, kisjátékfilmet fényképezett. Amatőr fotókat, régi felvételeket gyűjt, s rendszerekbe állítva mutatja be az így összeállt felvételeket. Tizenhét kiállítása volt Magyarországon ezekből a felvételeiből, külföldön pedig Rotterdamban 1986-ban, Eindhovenben 1989-ben, Bécsben 1991-ben, Lausanneban 1989-ben, Amszterdamban 1990-ben, Brüsszelben pedig 1997-ben.

## Filmjei
| - A meghallgatás (1969) - Magyar tájak (1976) (rendező is) - A látogatás (1983) - Budapest nagykávéház (1992) - Franzstadt (1996) - Gyermekbénulás I-III. (1996) - A szavak is elhalnak egyszer (1996) - Kisszínpadon nagy színház (1999) - Kisamerika (2000) - Mégis kinek az Istene? (2002) - Temetetlen képek (2006) - Előttem az élet (2006) - A vélt szabadság ára (2006) - Búcsú (2007) - Röpirat a magyar fotóművészet helyzetéről (2007) - Naphosszat (2009) | - Így fog leperegni (1970) - Fehér sereg (1971) - A Váci úton (2002) - Morfium (2005) - Résfilm (2005) - Urlicht (2006) - Tarka képzelet - Gulácsy álmai (2007) - Végjáték (2007) - Átváltozás (2009) |

### Játékfilmek
| - Segesvár (1974) - Tíz év múlva (1978) - A kis Valentino (1979) - A szeleburdi család (1981) - Angyali üdvözlet (1984) - Őszi almanach (1984) - Álombrigád (1985) - A tanítványok (1985) - Egészséges erotika (1985) - Valaki figyel (1985) - Volt egyszer egy légió (1989) - Hagyjátok Robinsont! (1989) - Mielőtt befejezi röptét a denevér (1989) - Eldorádó (1989) - A legényanya (1989) - Itt a szabadság! (1990) - Melodráma (1990) - A három nővér (1991) - Zsötem (1991) | - Anna filmje (1992) - Video Blues (1992) - Priváthorvát és Wolframbarát (1993) - A turné (1993) - A rossz orvos (1995) - A kisbaba, a kutya és én (1996) - Növekvő város (1996) - Egy tél az Isten háta mögött (1999) - Glamour (2000) - Egyszer élünk (2000) - A Hídember (2002) - Szent Iván napja (2002) - Telitalálat (2003) (Szabó Illéssel) - Csoda Krakkóban (2004) - Dear Daughter (2004) - Lopott képek (2006) - A sírásó (2010) - A vágyakozás napjai (2010) - Vespa (2010) |

### Tévéfilmek
| - Hymnus (1988) - Toldi (1989) - Pókok (1989) - Vörös vurstli (1991) - Csépel az idő (1992) - Szerpentintánsosnő (1992) - Unokáink leborulnak (1993) - Albérlet Cinkotán (1993) - Az istenek sohasem pihennek (1994) - A magyar irodalom képes története (1994) - Y.E.S. (1994) | - Öt perc próza (1995) - Szabadság tér '56 (1997) - Mi hárman (1998) - Időkerék (1999) - Szentföldi szent helyek üzenete (1999) - Hóesés a Vízivárosban (2004) - Régimódi történet (2006) - Az igazi halál (2007) - A bárány utolsó megkísértése (2007) - Irodalom (2009) |

## Díjai
- A filmkritikusok díja (1985, 2001, 2006)
- A filmszemle díja (1986, 2005)
- Balázs Béla-díj (1986)
- Európai Filmdíj (1990)
- Érdemes művész (1990)
- MédiaWave – Rendezői különdíj (1997)
- Kiváló művész (1999)
- a Madridimagen fődíja (2000)
- Az év operatőre (2000)
- Eiben István-díj (2000)
- Nemzetközi Játékfilm Fesztivál Portugália – Rendezői fődíj (2004)
- III. Nemzeti tudományos filmfesztivál – Legjobb kísérleti film rendezői díja (2006)
- Legjobb operatőr díj a marosvásárhelyi 13. ALTER-NATIVE Filmfesztiválon (2005)
- HSC II. Aranyszem Fesztivál – Fődíj (2005)
- Kossuth-díj (2010)
- Berlini Nemzetközi Filmfesztivál – FIPRESCI-díj – A sírásó (2011)
- A Nemzet Művésze (2022)

## Könyv
Leletek a magyar fotográfia történetéből (Szilágyi Gábor-Kardos Sándor) – Képzőművészeti Kiadó, 1983; ISBN 963 336 336-5